# Falls of Clyde
Die Falls of Clyde ist das einzige erhaltene Viermastvollschiff sowie der einzige erhaltene segelgetriebene Öltanker. Derzeit liegt sie als Museumsschiff im „Hawaiʻi Maritime Center“ im Hafen von Honolulu.

## Beschreibung
Der Viermaster wurde bei Russell & Co., Port Glasgow, für die „Falls-Linie“ (Wright, Breakenridge & Co., Glasgow) auf Kiel gelegt. Er war als Glattdecker mit zwei durchgehenden Eisendecks, Poop und Back, dem damals vorherrschenden Rumpftyp, von William Lithgow nach Vorbild der Mediumklipper konzipiert, dazu mit der in Großbritannien sehr verbreiteten Viermastvollschifftakelage, die in Deutschland nie gebaut und äußerst selten gefahren wurde (siehe Peter Rickmers). Der Eisenrumpf war ursprünglich grau gestrichen, oben mit schwarz-weißem Abschlussband, das Unterwasserschiff mit Wasserpass karminrot. Später hatte es einen schwarzen Rumpf, heute wieder den ursprünglichen grauen Rumpf. Die Back von 34 Fuß enthielt die Mannschaftsräume und eine Großwinde. Drei Großluken zwischen den Masten unterbrachen das offene Deck, zwei genietete eiserne Deckhäuser, eins mit Küche, Steward- und Kochkabine hinter dem Großmast und das zweite mit den Schiffsjungenkojen vor dem Kreuzmast. Im Poopdeck (23 Fuß) befand sich die komfortable Messe mit wertvollem Mobiliar, Mahagonisäulen und -täfelungen, Messingbeschlagteilen und Marmoranrichte, dazu die Offiziers- und Passagierkabinen mit den Kapitänsräumen, von deren Gang eine Treppe in ein Schutzhaus auf dem Poopdeck führte, auf dem sich am Heck das Ruderhaus mit Steuerrad, davor das Kompasshaus und ein großes Oberlicht für die Messe befand.
Nach dem Wechsel zu Wm. Matson 1899 wurden neben der Umtakelung zur Viermastbark die Mannschaftsräume in der Back entfernt und ein großer Kühlraum für leicht verderblichen Proviant eingebaut. Ein Holzdeckhaus mit neuer Kombüse und Kojen für zwölf Mann, dazu Kabinen für Steward und Koch kam auf das vordere Hauptdeck, eine Hilfsdampfmaschine an die Stelle der alten Kombüse im Eisendeckhaus. Auf das Poopdeck wurde ein kleines Holzschutzhaus für Passagiere installiert.
1907 erfolgte ein weiterer Umbau der Falls of Clyde in einen Segelöltanker. Zehn Stahlflüssigfrachtdoppeltanks, fünf je Seite, wurden eingebaut, dazu ein Pumpraum, Kesselraum mit allen Leitungen, Rohren, Reinigungs- und Sicherheitseinrichtungen.

## Geschichte und Reisen
Getauft am 12. Dezember 1878 auf die Wasserfälle des Clyde bei New Lanark, South Lanarkshire, führte sie ihre Jungfernfahrt am 20. April 1879 von Greenock, Schottland, nach Karatschi und zurück nach London, wo sie am 18. Dezember 1879 einlief. Das Schiff wurde unter ihrem ersten Eigner in der Jutefahrt nach Kalkutta, Indien, eingesetzt, weshalb diese Schiffe in Anlehnung an den „Ostindienfahrer“ als „Indienfahrer“ (engl. „Indiaman“) bezeichnet wurden. Sie transportierte neben Jute auch Zement, Eisen in diverser Form, Getreide und andere Massengüter nach Bombay, Rangun, Singapur, Bangkok und in viele Häfen des Pazifik wie Portland (Oregon), San Francisco, Melbourne, Auckland, Hongkong und Shanghai.
1898 machte die Falls of Clyde ihre letzte Reise als Vollschiff und unter der Britischen Handelsflagge von London nach San Francisco, wo sie am 21. November ankam. Das Schiff wechselte den Besitzer zu „Wm. Matson“ (Honolulu) nach Austausch der Mannschaft am 21. Dezember verholte sie nach Honolulu (Oʻahu, Hawaii), das sie Januar 1899 als erstes viermastige Vollschiff erreichte und dort registriert wurde. Dort wurde sie zur Viermastbark umgetakelt und fuhr mit Passagieren und Fracht zwischen Kalifornien und Hawaii. Sie machte mehr als sechzig Reisen zwischen Hilo (Hawaii) und San Francisco mit einer durchschnittlichen Dauer von 17 Tagen. 1906 wechselte sie zu „Associated Oil Co.“ und wurde zum Transport für Kistenöl, 1907 zum Segeltanker mit zehn Tanks, Kontroll- und Pumpraum umgebaut. Bis 1920 fuhr die Falls of Clyde im Öltransport zwischen Kalifornien und Oʻahu, Hawaii, und rückreisend mit Melasse für Viehfutter und machte fünf bis neun Reisen pro Jahr. Dann ging sie an die Firma „G. W. McNear“ aus San Francisco. Unter der neuen Flagge fuhr sie am 31. Januar 1920 von San Francisco mit einer Fracht Kistenöl nach Kolding, Dänemark (6. Juni). Zwölf Tage später reiste sie nach Beaumont, Texas, und am 26. August weiter nach Port Arthur. Eine weitere Ladung Texasöl brachte sie ausreisend am 4. September am 12. November 1920 nach Kopenhagen. Nach Ankunft in Texas im Februar 1921 wurde die Falls of Clyde an „General Petroleum Co.“ aus San Francisco veräußert (März 1921). Unter dem neuen Reeder machte sie ihre letzte Reise unter Segeln nach Buenos Aires über Tampico, Mexiko, im Sommer 1921. Nach der Rückkehr in den Hafen von Tampico am 21. August 1921 wurde sie dort bis Dezember 1921 aufgelegt.
Januar 1922 wurde die Falls of Clyde von Tampico durch den Panamakanal nach San Pedro (28. Februar), Kalifornien, geschleppt. Hier wurden die Rahen und die Stengen abgenommen, und das Schiff in eine Tankerbarge der „General Petroleum Co.“ umgebaut. Am 27. März 1922 schleppte sie der Dampfer Yorba Linda mit Zwischenhalt in Seattle nach Ketchikan, Alaska, wo sie die nächsten 37 Jahre (1959) als „schwimmende Füllstation in Ketchikan“ diente. Der „Leiter“ des Ölleichters wohnte samt seiner Familie in Messe, Offiziers- und Mannschaftsunterkünften und Kabinen des Schiffes. 1959 erschloss „General Petroleum Co.“ (heute „Mobil Oil“) neue Förderstätten, und die nicht mehr benötigte Falls of Clyde kam zu William W. Mitchell aus Ketchikan, der sie nach Seattle schleppen und dort auflegen ließ. Zwischen 1959 und 1963 wurden verschiedene Versuche seitens Kapt. Fred Klebingat und anderen unternommen, das alte Schiff vor der Verwendung als Wellenbrecher vor Vancouver zu retten. Als 1963 das Ende der Falls of Clyde nicht mehr abwendbar schien, gelang es mit Hilfe von Geldern der Matson Navigation Co. und landesweiten Spenden, das Schiff für 18.900 US-Dollar zu erwerben. Der US-Marineschlepper Moctobi brachte die Falls of Clyde in 20 Tagen nach Honolulu auf Oʻahu, Hawaii, wo sie enthusiastisch in ihrem ehemaligen Heimathafen empfangen wurde (November 1963), wo sie vor mehr als einem halben Jahrhundert registriert war.
Bis zu ihrer Eröffnung 1968 als Museumsschiff am Pier 5 wurde sie weitgehend restauriert. 1970 baute man neue, an die Maststümpfe angesetzte Masten ein und riggte in den Folgejahren die Falls of Clyde nach authentischen Plänen mit Drahtseilrigg als Viermastschiff wieder auf. Träger war das „Bernice P. Bishop Memorial Museum“. Das Schiff kam bald darauf in die Hände des neu eingerichteten „Hawaii Maritime Center“ und wurde nach Pier 7 verlegt – als Hauptattraktion des Marinemuseums. Am 2. Juli 1973 wurde die Falls of Clyde als Baudenkmal in das National Register of Historic Places aufgenommen. Seit dem 11. April 1989 ist die Falls of Clyde ein National Historic Landmark. Es ist umstritten, inwieweit eine geplante Restaurierung stattfand. Das Schiff wurde im November 2008 130 Jahre alt, befindet sich aber in einem äußerst schlechten Zustand und ist seit Februar 2007 für Besucher geschlossen. Das Rigg ist weitestgehend verrottet und der Rumpf stark korrodiert, da das Schiff 1987 zuletzt im Dock war und seitdem Zink-Opferanoden zwar beschafft, aber nie montiert wurden.
Nachdem es Pläne des Museums gab, das Schiff vor der Küste zu versenken, wurde es im Herbst 2008 für den symbolischen Preis von 1 Dollar an eine private Gruppe „Friends of the Falls of Clyde“ verkauft, die jedoch bisher nur über 35.000 Dollar verfügt, während die bisherigen Eigentümer die Kosten für die vollständige Wiederherstellung auf 30 Millionen Dollar schätzten. Im November 2008 sollte das Schiff nun seinen angestammten Liegeplatz verlassen. Jedoch scheiterte eine Überführung ins Trockendock aufgrund eines Sturms und in den Isolierungen der Leitungssysteme wurde Asbest entdeckt. Ein Streit zwischen den neuen Eigentümern und den Vorbesitzern über die Kosten der Sanierung lässt das weitere Schicksal des Schiffes in der Schwebe. Geplant war, dass es nach einem Aufenthalt im Dock an den Pier 7 zurückkehren sollte.

## WeitereFalls-of-Schiffe
Die Reederei „Wright, Breakenridge & Co.“ ließ insgesamt neun große Viermast-Rahsegler bei Russell & Co., Port Glasgow & Greenock, für ihre „Glasgow Falls Line“ bauen, die alle nach schottischen Wasserfällen – auch wenig bekannten – benannt waren und deren erstes Exemplar die Falls of Clyde war. Ein Jahr später folgte das baugleiche, etwas kleinere Schwesterschiff Falls of Bruar. Weitere sieben Viermaster wurden bis 1894 auf Kiel gelegt, darunter fünf Viermastvollschiffe, von denen zwei (Falls of Afton, Falls of Halladale) später zu Viermastbarken umgeriggt wurden, und zwei Viermastbarken aus Eisen und Stahl. Größte und schnellste Einheit war die Falls of Earn. Alle bis auf die letzte Einheit Falls of Ettrick waren Eisenschiffe und hatten an den ersten drei Rahmasten das sogenannte Standardrigg, das nach 1880 langsam aufkam. Es hatte mit geteilten Mars- und Bramsegeln und dazu Royals sechs Rahsegel je Mast. Einige der Einheiten wie die Falls of Halladale hatten statt eines grauen Rumpfes mit schwarz-weißem Abschluss zum Schiffsrand ein Portenband, aus schwarzen Rechtecken auf weißem Hintergrund, oben zum Schiffsrand mit einem schwarzen Streifen abgeschlossen.
Die Großsegler der Reederei Wright, Breakenridge & Co., seit 1892 Wright, Graham & Co.
- Falls of Clyde, Viermastvollschiff (12/1878); 1809 BRT, 1748 NRT; Rigg mit doppelten Mars-, einfachen Bramsegeln, Royalsegeln
- Falls of Bruar, Viermastvollschiff (03/1879); 1808 BRT, 1740 NRT; Rigg mit doppelten Mars-, einfachen Bramsegeln, Royalsegeln
- Falls of Afton, Viermastvollschiff (02/1882); 1974 BRT, 1899 NRT; Standardrigg, Kreuzmast: doppelte Mars-, einfache Bramsegel, Royals; als Viermastbark (1901): Besanmast mit Stenge, 1 Gaffel
- Falls of Dee, Viermastvollschiff (04/1882); 1973 BRT, 1844 NRT; Standardrigg, Kreuzmast: doppelte Mars-, einfache Bramsegel, Royalsegel
- Falls of Foyers, Viermastvollschiff (04/1883); 2009 BRT, 1974 NRT; Standardrigg, Kreuzmast: einfache Mars- & Bramsegel, Royalsegel
- Falls of Earn, Viermastvollschiff (05/1884); 2386 BRT, 2292 NRT; Standardrigg, Groß- und Achtermast: Skysegel
- Falls of Garry, Viermastbark (06/1886); 2088 BRT, 2026 NRT; Rigg mit doppelten Mars-, einfachen Bramsegel, Royalsegeln; Besanmast als Pfahlmast, 1 Gaffel
- Falls of Halladale, Viermastvollschiff (07/1886); 2085 BRT, 2026 NRT; Standardrigg; als Viermastbark (1890): Besanmast mit Stenge, 1 Gaffel
- Falls of Ettrick, Stahl-Viermastbark (03/1894); 1974 BRT, 1899 NRT: Standardrigg, Besanmast mit Stenge, 1 Gaffel

Heute existiert von diesen Schiffen nur noch die Falls of Clyde.